# Алпийски ацинос
Алпийският ацинос (Acinos alpinus) е вид многогодишно тревисто растение от семейство Lamiaceae.